# Keiki Shimizu
Keiki Shimizu (født 10. december 1985) er en japansk fodboldspiller, som spiller for den japanske fodboldklub Omiya Ardija.